# CDU Nordrhein-Westfalen
Die CDU Nordrhein-Westfalen ist der größte Landesverband einer Partei in Nordrhein-Westfalen. Er war Ende 2023 mit gut 109.500 Mitgliedern der größte Landesverband der CDU. Die CDU-NRW stellt mit 76 Abgeordneten die größte Fraktion im Düsseldorfer Landtag und seit 2017 den Ministerpräsidenten des Landes.

## Organisation

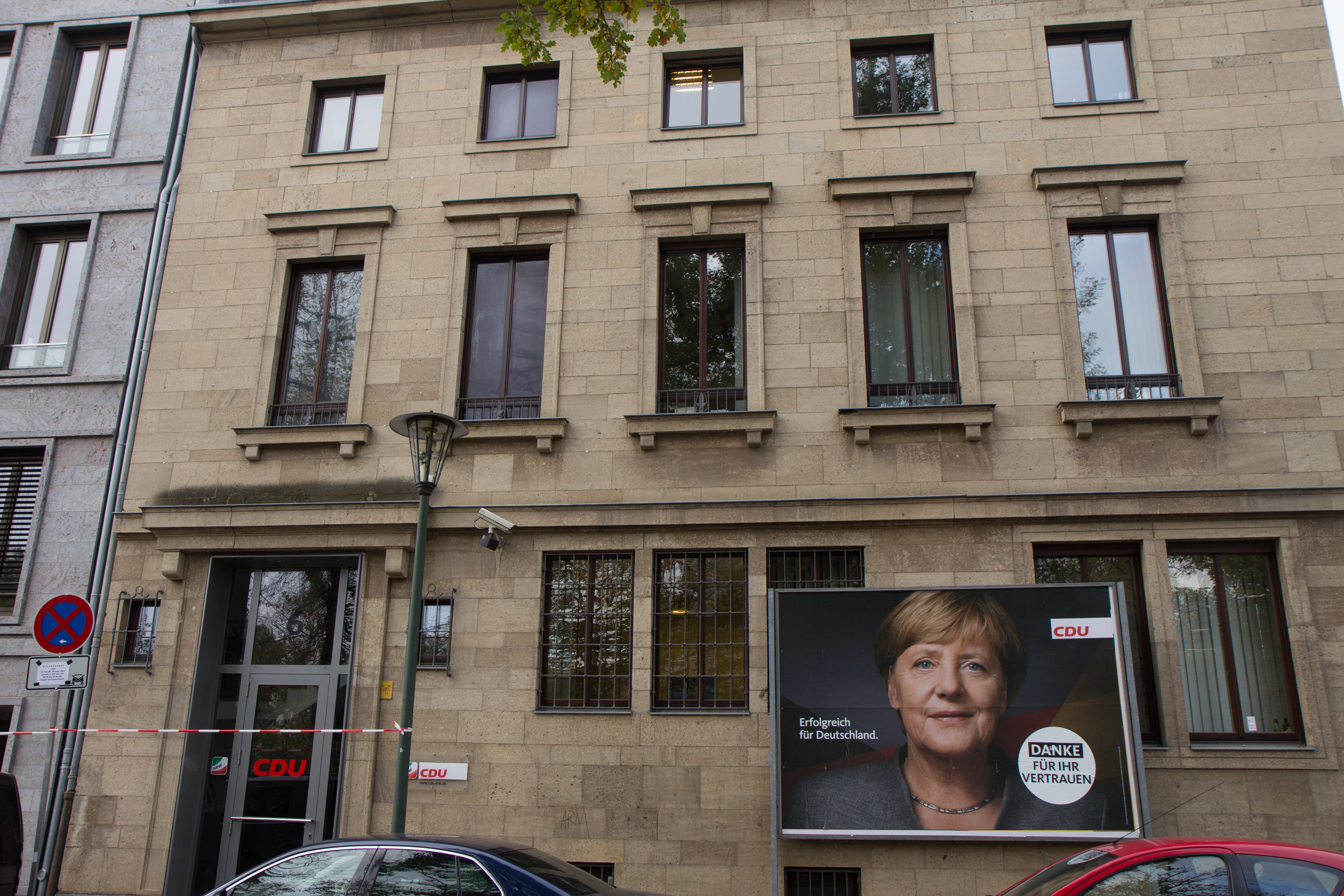
Landesgeschäftsstelle in Düsseldorf

Die CDU Nordrhein-Westfalen ist in 8 Bezirksverbände aufgeteilt, die wiederum in 54 Kreisverbänden organisiert sind. Die Bezirksverbände sind Aachen, Mittelrhein, Südwestfalen, Bergisches Land, Niederrhein, Ruhr, Ostwestfalen-Lippe und Münsterland.

## Geschichte

### Gründung
Nach dem Zweiten Weltkrieg bildete sich auch im heutigen NRW die CDU als überkonfessionelle Neugründung. 1945 entstanden drei Parteien (später Landesverbände): Die CDU Rheinland, die Christlich-Demokratische Partei Westfalens und die Christlich Demokratische Partei Lippe. Die Gründungsparteitage fanden im Rheinland und in Westfalen gleichzeitig am 2. September 1945 statt. Nach kurzer Zeit vereinheitlichte man die Namen in CDU. Nach dem Zusammenschluss des Landes Lippe mit Nordrhein-Westfalen entstand der Landesverband CDU Westfalen-Lippe.
Die Partei fand im Land unterschiedliche Grundlagen vor. Die katholischen Gebiete des Rheinlands und von Westfalen waren vor der NS-Diktatur politisch durch die Deutsche Zentrumspartei repräsentiert. Hier stieß die Idee einer überkonfessionellen Partei vielfach auf Widerstand. In den ersten Jahren von Nordrhein-Westfalen waren daher Zentrum und CDU in den Parlamenten vertreten, im Laufe der 1950er-Jahre konnte die CDU das Zentrum jedoch verdrängen. In den mehrheitlich protestantischen Gebieten Nordrhein-Westfalens besaß die CDU in der Regel nicht die Stärke wie in den katholischen Gebieten.
Die Zusammensetzung des durch die britische Besatzungsmacht Ernannten Landtages von Nordrhein-Westfalen ergab eine Mehrheit von SPD und KPD. Die CDU war mit einem Drittel der Mandate nach der SPD zweitstärkste Kraft. Bereits die Kommunalwahlen am 15. September 1946 (Näheres hier) machten jedoch deutlich, dass die Briten die Mehrheitsverhältnisse falsch eingeschätzt hatten. Die CDU wurde mit 46 % der Stimmen klar stärkste Kraft (SPD 33,4; KPD 9,4; Zentrum 6,1; FDP 4,3 %). In der Folge änderten die Briten die Mandatsverteilung im Landtag: die CDU erhielt auch dort 92 von 200 Mandaten und konnte mit Robert Lehr den Parlamentspräsidenten stellen.
Am 1. März 1946 wurde durch den Zonenausschuss der CDU der britischen Zone das Neheim-Hüstener Programm verabschiedet. Das 1947 diskutierte Ahlener Programm, das einen „Christlichen Sozialismus“ propagierte, fand in der Politik der CDU keine Umsetzung. Mit den Düsseldorfer Leitsätzen bekannte sich die CDU im Juli 1949 zu einer liberalen Wirtschaftspolitik.

### Ära Karl Arnold

Karl Arnold auf einer Briefmarke

Bei der ersten Landtagswahl (20. April 1947) wurde die CDU mit 37,6 % klar stärkste Fraktion. Als solche stellte sie auch in der folgenden Allparteienkoalition mit Karl Arnold den ersten Ministerpräsidenten. In der zweiten Landtagswahl (18. Juni 1950) wurde die CDU als stärkste Partei bestätigt. Arnold bildete eine Koalition aus CDU und Zentrum. Nach der Wahl vom 27. Juni 1954, bei denen die Union 41,3 % der Stimmen erhielt (plus 4,4 Prozentpunkte) und das Zentrum 3,5 Prozentpunkte verlor, fehlten CDU und Zentrum zwei Abgeordnetensitze zur Mehrheit. Die FDP wurde in die Koalition aufgenommen; Arnold bildete das Kabinett Arnold III und blieb Ministerpräsident.
Als Konrad Adenauer Anfang 1956 versuchte, durch eine Änderung des Wahlrechts die FDP zu schwächen (→ Adenauer-Ära#Bruch der Koalition), beschloss die FDP NRW ihren Ausstieg aus der Landesregierung NRW. Am 20. Februar 1956 wurde Arnold durch ein konstruktives Misstrauensvotum von SPD, FDP und Zentrum abgewählt und die CDU NRW wurde erstmals Oppositionspartei. Fritz Steinhoff wurde Ministerpräsident und bildete das Kabinett Steinhoff.

### Interregnum
Die organisatorische Trennung der beiden Landesverbände CDU Rheinland und CDU Westfalen-Lippe war in der Regierungszeit wenig problematisch gewesen. Die Partei wurde auf der Ebene des Landes NRW durch den Ministerpräsidenten repräsentiert. Mit dem Verlust der Regierungsmehrheit wurde das Fehlen einer NRW-weiten Parteiorganisation jedoch als Mangel empfunden. 1956 wurde daher ein gemeinsames Landespräsidium gebildet. Die Vorstände beider Landesverbände waren dort paritätisch vertreten. Die Funktion eines Landesparteitags übernahm eine Landesversammlung, für die jeder Landesverband 60 Delegierte wählte. Die Eigenständigkeit der Landesverbände bestand jedoch weiter; die neu geschaffenen Gremien hatten lediglich Koordinierungsfunktionen.

### Ära Franz Meyers
Karl Arnold starb am 29. Juni 1958, eine Woche vor der Landtagswahl 1958, unerwartet an einem Herzinfarkt.
Meyers wurde als Spitzenkandidat aufgestellt. Die CDU NRW erhielt bei der Landtagswahl am 6. Juli 1958 50,5 % der Stimmen, 9,2 Prozentpunkte mehr als 1954.
Das Zentrum erhielt nur 1,05 % der Stimmen, war nicht mehr im Landtag vertreten und spielte fortan keine politische Rolle in NRW mehr.
Franz Meyers (CDU) wurde wieder Ministerpräsident. Meyers war von 1952 bis 1956 Innenminister von Nordrhein-Westfalen im Kabinett Arnold III gewesen.

Bei der Landtagswahl am 8. Juli 1962 erhielt die CDU nur 46,4 % der Stimmen.  Meyers gelang es, zusammen mit der FDP eine CDU/FDP-Koalition zu bilden (Kabinett Meyers II); er blieb bis 1966 weiter Ministerpräsident von NRW.

### Opposition

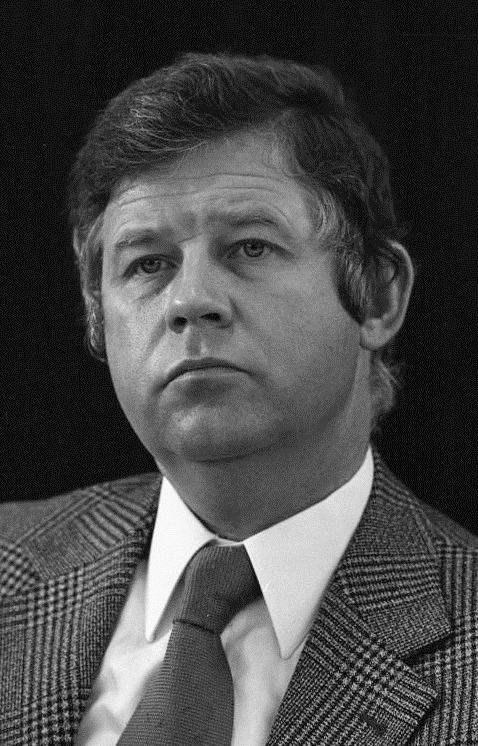
Kurt Biedenkopf

Die Landtagswahl vom 10. Juli 1966 wurde von der SPD gewonnen (SPD 49,5 %; CDU 42,8 %; FDP 7,4 %). Die FDP zog eine sozialliberale Koalition einer Fortsetzung der bisherigen Regierung vor; es kam zu einem Regierungswechsel (→ Kabinett Kühn I). Diese Entscheidung war ein Vorbote der SPD/FDP-Koalition auf Bundesebene 1969 (Kabinett Brandt I). Für die CDU begann eine Oppositionszeit, die fast 40 Jahre dauern sollte.
Bei den Wahlen 1970 und 1975 erhielt die CDU zwar jeweils die meisten Stimmen, aber keine absolute Mehrheit. Die FDP hatte kein Interesse, den Koalitionspartner zu wechseln; die SPD-FDP-Koalition blieb an der Regierung.
1980, 1985 und 1990 erreichte die SPD absolute Mehrheiten (→Kabinett Rau II, III und IV).
1995 und 2000 koalierte sie mit den Grünen.
Organisatorisch erfolgte im Jahr 1986 eine einschneidende Änderung: Der heutige Landesverband wurde auf dem Parteitag am 8. März 1986 durch Zusammenschluss der Landesverbände CDU Rheinland und CDU Westfalen-Lippe gegründet. Die bisherigen Landesverbände wurden durch 8 Bezirksverbände ersetzt, womit sich die Organisation der Partei der der anderen CDU-Landesverbände anschloss.

### Wahlen

#### Landtagswahlen
Ab 2005 stellte die Partei zusammen mit der FDP die Landesregierung (Kabinett Rüttgers). Bei der Landtagswahl 2005 am 22. Mai 2005 gewann die CDU über 7 Prozentpunkte hinzu, wurde mit 44,8 % der Stimmen stärkste Partei und Jürgen Rüttgers konnte gemeinsam mit der FDP als Ministerpräsident gewählt werden.
Bei der Landtagswahl 2010 am 9. Mai 2010 verlor die CDU 10,2 % und landete mit 34,6 % nur knapp vor der SPD (34,5 %). Dies bedeutete das bis dahin schlechteste Abschneiden der CDU bei einer Landtagswahl in Nordrhein-Westfalen (2012: 26,3 %). Die CDU hatte nun zusammen mit der FDP keine Mehrheit der Mandate mehr; die SPD-Spitzenkandidatin Hannelore Kraft wurde zur neuen Ministerpräsidentin gewählt und bildete zusammen mit den Grünen eine Minderheitsregierung (Kabinett Kraft I).
Im Oktober 2010 konnten die Mitglieder der CDU NRW per Mitgliederbefragung wählen, wen sie als neuen Landesvorsitzenden vorziehen. Zur Wahl standen dabei Armin Laschet und Norbert Röttgen. Bei einer Wahlbeteiligung von 52,8 % konnte sich Röttgen mit 54,8 % gegenüber 45,2 % durchsetzen. Vor der Mitgliederbefragung gab es eine allseitige Übereinstimmung, dass der Gewinner der Befragung vom Landesparteitag am 6. November zum neuen Landesvorsitzenden gewählt wird. Norbert Röttgen wurde von den Delegierten am 6. November mit 92,5 % zum neuen Landesvorsitzenden gewählt. Oliver Wittke löste Andreas Krautscheid als Generalsekretär ab. Armin Laschet, Karl-Josef Laumann, Ursula Heinen, Michaela Noll und Sven Volmering wurden die neuen stellvertretenden Vorsitzenden.
Nach der verlorenen Landtagswahl im Mai 2012 mit historisch schlechtem Ergebnis für die CDU und einer rot-grünen Mehrheit trat Norbert Röttgen als CDU-Landesvorsitzender zurück. Neuer CDU-Chef wurde Armin Laschet, der Ende 2013 als Nachfolger von Karl-Josef Laumann zugleich Fraktionsvorsitzender im Landtag und damit Oppositionsführer wurde. Als solcher führte Laschet die NRW-CDU in die Landtagswahl 2017, aus welcher die Partei mit 33,0 % (72 Sitze) trotz ihres zweitschlechtesten Ergebnisses in der Parteigeschichte als stärkste politische Kraft hervorging. CDU und FDP verfügten im Landtag lediglich über eine Mehrheit von einem Sitz und bildeten dennoch eine schwarz-gelbe Landesregierung, die Laschet zum Ministerpräsidenten wählte. Anfang 2021 wurde Laschet in das Amt des CDU-Bundesvorsitzenden gewählt und setzte sich im April 2021 im Rennen um die Kanzlerkandidatur für die Bundestagswahl 2021 gegen den CSU-Parteivorsitzenden Markus Söder durch. Die Union erlitt am Wahltag eine historische Wahlniederlage und wechselte im Bund in die Opposition. Daraufhin trat Laschet als Landesvorsitzender und Ministerpräsident von Nordrhein-Westfalen zurück und übergab beide Ämter an Hendrik Wüst. Gegen die Erwartungen konnte die CDU unter Wüst bei der Landtagswahl 2022 auf 35,7 % zulegen und die SPD (26,7 %) deutlich distanzieren. Da die schwarz-gelbe Landesregierung aufgrund einer deutlich schwächeren FDP ihre Mehrheit im Landtag verlor, bildete die CDU eine Koalition mit den Grünen (Kabinett Wüst II), die ihr Wahlergebnis (18,2 %) fast verdreifachen konnten.
| Landtagswahlergebnisse | Landtagswahlergebnisse | Landtagswahlergebnisse | Landtagswahlergebnisse |
| Jahr                   | Stimmen                | Sitze                  | Spitzenkandidat        |
| ---------------------- | ---------------------- | ---------------------- | ---------------------- |
| 1947                   | 37,6 %                 | 92                     | Karl Arnold            |
| 1950                   | 36,9 %                 | 93                     | Karl Arnold            |
| 1954                   | 41,3 %                 | 90                     | Karl Arnold            |
| 1958                   | 50,5 %                 | 104                    | Karl Arnold †; ohne    |
| 1962                   | 46,4 %                 | 96                     | Franz Meyers           |
| 1966                   | 42,8 %                 | 86                     | Franz Meyers           |
| 1970                   | 46,3 %                 | 95                     | Heinrich Köppler       |
| 1975                   | 47,1 %                 | 95                     | Heinrich Köppler       |
| 1980                   | 43,2 %                 | 95                     | Kurt Biedenkopf        |
| 1985                   | 36,5 %                 | 88                     | Bernhard Worms         |
| 1990                   | 36,7 %                 | 90                     | Norbert Blüm           |
| 1995                   | 37,7 %                 | 89                     | Helmut Linssen         |
| 2000                   | 37,0 %                 | 88                     | Jürgen Rüttgers        |
| 2005                   | 44,8 %                 | 89                     | Jürgen Rüttgers        |
| 2010                   | 34,6 %                 | 67                     | Jürgen Rüttgers        |
| 2012                   | 26,3 %                 | 67                     | Norbert Röttgen        |
| 2017                   | 33,0 %                 | 72                     | Armin Laschet          |
| 2022                   | 35,7 %                 | 76                     | Hendrik Wüst           |

## Vorsitzende

### CDU Rheinland
| Jahren    | Vorsitzender     |
| 1946–1951 | Konrad Adenauer  |
| 1951–1963 | Wilhelm Johnen   |
| 1963–1969 | Konrad Grundmann |
| 1969–1980 | Heinrich Köppler |
| 1980–1985 | Bernhard Worms   |
| 1985–1986 | Dieter Pützhofen |

### CDU Westfalen-Lippe
| Jahren    | Vorsitzender          |
| 1946–1947 | Lambert Lensing       |
| 1947–1951 | Johannes Gronowski    |
| 1951–1959 | Lambert Lensing       |
| 1959–1970 | Josef Hermann Dufhues |
| 1970–1977 | Heinrich Windelen     |
| 1977–1986 | Kurt Biedenkopf       |

### CDU Nordrhein-Westfalen
| Jahren    | Vorsitzender    |
| 1986–1987 | Kurt Biedenkopf |
| 1987–1999 | Norbert Blüm    |
| 1999–2010 | Jürgen Rüttgers |
| 2010–2012 | Norbert Röttgen |
| 2012–2021 | Armin Laschet   |
| seit 2021 | Hendrik Wüst    |